# Влада Пејовић
Владимир Пејовић (Београд, 1950) бивши је југословенски и српски професионални фудбалер и бивши фудбалски тренер, најпознатији по игрању у Партизану.

## Каријера
Пејовић је каријеру запоео у омладинском тиму Партизана, а за први тим дебитовао је у шампионату Југославије у сезони 1967/68. и у њему носио дрес са бројем 6. Укупно је пуних 11 сезона провео у Партизану, све до краја сезоне 1977/78., на одбрамбеним позицијама. Одиграо је укупно 485 утакмица у свим такмичењима, од тога 172 првенствене, а са Партизаном освојио две титуле првака Јуославије 1975/76. и 1977/78. Након одласка из Партизана играо је од 1978. до 1984. за Галенику Земун.
У периоду од 1990. до 1991. године био је тренер и функционер Земуна, након тога од 1997. до 1998. тренер Флориане и од 1998. до 1999. на клупи тима Биркиркара.

## Трофеји

### Партизан
- Првенство Југославије : 1975/76. и  1977/78.